# Европско првенство у кошарци за жене 1991.
Европско првенство у кошарци за жене 1991. је 23. по реду европско кошаркашко првенство за жене. Такмичење је одржано од 12. јуна до 17. јуна 1991. године у Тел Авиву, Израел. Златну медаљу је освојила СССР, сребрну Југославија, док је бронзану медаљу освојила Мађарска. Најбољи стрелац је била Разија Мујановић из Југославије са 23,8 кошева по утакмици.

## Учесници
| Група А                                | Група Б                                            |
| -------------------------------------- | -------------------------------------------------- |
| Бугарска · Чешка · Израел · Мађарска · | Италија · Пољска · Совјетски Савез · Југославија · |

## Групна фаза
Осам екипа учесница су биле подељене у два групе по четири. У групи се играо једноструки лига систен, свако са сваким једну утакмицу. Ако две екипе буду имале исти бриј бодовва, боља је она која је опобедила у међусобном сусрету. По две првопласиране екипе из обе групе ишле су у полуфинале, последње две су играле за пласман од 5 до 8 места.

### Група А
| Датум   | Екипа 1  | Резултат | Екипа 2  | Детаљи |
| ------- | -------- | -------- | -------- | ------ |
| 12. јун | Бугарска | 64 : 76  | Мађарска |        |
| 12. јун | Израел   | 91 : 90  | Чешка    |        |
| 13. јун | Чешка    | 66 : 74  | Бугарска |        |
| 13. јун | Израел   | 62 : 74  | Мађарска |        |
| 14. јун | Чешка    | 91 : 61  | Мађарска |        |
| 14. јун | Израел   | 56 : 65  | Бугарска |        |

| Екипа       | ИГ | Д | И | КД  | КП  | КР  | Б |
| ----------- | -- | - | - | --- | --- | --- | - |
| 1. Мађарска | 3  | 2 | 1 | 211 | 217 | -6  | 5 |
| 2. Бугарска | 3  | 2 | 1 | 203 | 198 | +5  | 5 |
| 3. Израел   | 3  | 1 | 2 | 209 | 229 | -20 | 4 |
| 4. Чешка    | 3  | 1 | 2 | 247 | 246 | +1  | 4 |

### Група Б
| Датум   | Екипа 1         | Резултат | Екипа 2     | Детаљи |
| ------- | --------------- | -------- | ----------- | ------ |
| 12. јун | Совјетски Савез | 91 : 56  | Пољска      |        |
| 12. јун | Италија         | 61 : 83  | Југославија |        |
| 13. јун | Пољска          | 51 : 70  | Италија     |        |
| 13. јун | Совјетски Савез | 74 : 75  | Југославија |        |
| 14. јун | Југославија     | 100 : 62 | Пољска      |        |
| 14. јун | Совјетски Савез | 72 : 65  | Италија     |        |

| Екипа              | ИГ | Д | И | КД  | КП  | КР  | Б |
| ------------------ | -- | - | - | --- | --- | --- | - |
| 1. Југославија     | 3  | 3 | 0 | 258 | 197 | +61 | 6 |
| 2. Совјетски Савез | 3  | 2 | 1 | 237 | 196 | +41 | 5 |
| 3. Италија         | 3  | 1 | 2 | 196 | 206 | -10 | 4 |
| 4. Пољска          | 3  | 0 | 3 | 169 | 261 | -92 | 3 |

## Утакмице за пласман од 5. до 8. места
| Датум   | Екипа 1 | Резултат               | Екипа 2 | Детаљи |
| ------- | ------- | ---------------------- | ------- | ------ |
| 16. јун | Италија | 57 : 58 (36:42, 42:23) | Чешка   |        |
| 16. јун | Пољска  | 80 : 69 (42:31, 38;38) | Израел  |        |

### Утакмица за 7. место
| Датум   | Екипа 1 | Резултат              | Екипа 2 | Детаљи |
| ------- | ------- | --------------------- | ------- | ------ |
| 17. јун | Италија | 78 : 65 (36:42, 42:23 | Израел  |        |

### Утакмица за 5. место
| Датум   | Екипа 1 | Резултат               | Екипа 2 | Детаљи |
| ------- | ------- | ---------------------- | ------- | ------ |
| 17. јун | Чешка   | 67 : 46 (33:28, 34:18) | Пољска  |        |

## Финалне утакмице

### Полуфинале
| Датум   | Екипа 1         | Резултат               | Екипа 2  | Детаљи |
| ------- | --------------- | ---------------------- | -------- | ------ |
| 16. јун | Југославија     | 79 : 56 (39:21, 40:25) | Бугарска |        |
| 16. јун | Совјетски Савез | 93 : 80 (42:42, 51:38) | Мађарска |        |

### Утакмица за 3. место
| Датум   | Екипа 1  | Резултат               | Екипа 2  | Детаљи |
| ------- | -------- | ---------------------- | -------- | ------ |
| 17. јун | Мађарска | 65 : 61 (32:27, 33:34) | Бугарска |        |

### Финале
| Датум   | Екипа 1         | Резултат               | Екипа 2     | Детаљи |
| ------- | --------------- | ---------------------- | ----------- | ------ |
| 17. јун | Совјетски Савез | 97 : 84 (39:53, 58:31) | Југославија |        |

| \| Место \| Репрезентација \| \| ------ \| --------------- \| \| Злато \| Совјетски Савез \| \| Сребро \| Југославија \| \| Бронза \| Мађарска \| \| 4 \| Бугарска \| \| 5 \| Чешка \| \| 6 \| Пољска \| \| 7 \| Италија \| \| 8 \| Израел \| | - Разија Мујановић, Југославија |
| Место | Репрезентација                  |
| Злато | Совјетски Савез                 |
| Сребро | Југославија                     |
| Бронза | Мађарска                        |
| 4 | Бугарска                        |
| 5 | Чешка                           |
| 6 | Пољска                          |
| 7 | Италија                         |
| 8 | Израел                          |

| 2° место Југославија | Победник Европског првенства у кошарци за жене 1991. Совјетски Савез 1° титула | 3° место Мађарска |

## Састав победничких екипа
| Злато  | Совјетски Савез | Јелена Жирко, Јелена Баранова, Ирина Рутковска, Јелена Мозгова, Марина Бурмистрова, Марина Ткаченко, Ирина Минк, Јелена Кундачова, Ирина Сумникова, Елен Шакирова, Наталија Засулска, Светлана Антипова | Селектор |
| Сребро | Југославија     | Данијела Илић, Мара Лакић, Елеонора Вилд, Весна Бајкуша, Нина Бједов, Данира Накић, Слађана Голић, Жана Лелас, Разија Мујановић, Силвана Мирвић, Анђелија Арбутина, Бојана Милошевић                    | Селектор |
| Бронза | Мађарска        | Хајналка Балаж, Агнеш Немет, Андреа Јулија Сакалне Чаваш, Јудит Андреа Балог, Естер Бакаи, Магдолна Чак, Ева Илдико Стојкович, Јудит Берчењине Хорват, Естер Биро, Андреа Нађ, Анико Биро, Естер Кноп   | Селектор |